# Magnolia blaoensis
Espèce
Statut de conservation UICN

 VU B1ab(iii) : Vulnérable
Magnolia blaoensis est une espèce de plantes à fleurs de la famille des Magnoliacées. C'est un arbre endémique au Viêt Nam.

## Description
C'est un arbre.

## Répartition et habitat
Cette espèce est endémique au Vietnam.